# Ekajuk
L’ekajuk est une langue ekoïde parlée au Nigeria.

## Écriture
Une traduction du Nouveau Testament en ekajuk a été publiée en 1971 ainsi que des ouvrages d’alphabétisation.